# Dan Ewing
Daniel M. Ewing (Manly, 3 juni 1985) is een Australische acteur. Hij is bekend van de Australische soap Home and Away, waarmee hij in 2007 begon met de rol van Reuben Humphries. In 2011 keerde hij terug naar de soap, dit keer met een grotere rol van Heath Braxton.
Ewing werd geboren in Manly en groeide op in Forestville, beiden een buitenwijk van Sydney. Hij is de oudste van vier kinderen. Ewing ging naar Marist Catholic College North Shore in Sydney, waar hij deelnam aan verschillende musicals. Ewing speelde representatief basketbal voor Manly Warringah en hij nam deel aan twee staatskampioenschappen en toerde door de Verenigde Staten en Canada. Ewing ontving in 2008 een National Institute of Dramatic Art (NIDA)-beurs. In 2003 speelde hij bij de McDonald Theatre Company - Sydney in verschillende musicals, waaronder Jesus Christ Superstar met de rol van Judas en Les Misérables als Brujon.
Ewing werd met zijn acteerprestaties voor Home and Away tweemaal genomineerd voor een Logie Award (2012: Most Popular New Male Talent en 2014: Most Popular Actor). Hij was tussen 2012 en 2016 getrouwd geweest met publiciste Marni Little, samen hebben ze een zoon. Sinds 2016 heeft Ewing een relatie met actrice Katrina Risteska, die hij heeft leren kennen op de set van Home and Away

## Filmografie
| Film       | Film                             | Film                           | Film                                                          |
| Jaar       | Film                             | Rol                            | Opmerkingen                                                   |
| ---------- | -------------------------------- | ------------------------------ | ------------------------------------------------------------- |
| 2004       | Dead Meat                        | Kasteelzombie                  | als Daniel Ewing                                              |
| 2006       | Superman Returns                 | Student aan de universiteit    | niet vermeld                                                  |
| 2016       | Red Billabong                    | Nick Marshall                  |                                                               |
| 2018       | Occupation                       | Matt Simmons                   |                                                               |
| 2018       | Chasing Comets                   | Chase                          |                                                               |
| 2018       | Beast No More                    | Jake                           |                                                               |
| 2020       | Love and Monsters                | Cap                            |                                                               |
| 2020       | Occupation: Rainfall             | Matt Simmons                   |                                                               |
| Televisie  |                                  |                                |                                                               |
| Jaar       | Titel                            | Rol                            | Opmerkingen                                                   |
| 2007       | Home and Away                    | Reuben Humphries               | 4 afleveringen (seizoen 20), als Daniel Ewing                 |
| 2009       | Rescue Special Ops               | Jack                           | aflevering "Rave", als Daniel Ewing                           |
| 2009       | Power Rangers: RPM               | Dillon / Black Wolf RPM Ranger | 32 afleveringen (Power Rangers: seizoen 17), als Daniel Ewing |
| 2010       | Spirited                         | Jason Stone                    | aflevering "Wake Up Little Suzy", als Daniel Ewing            |
| 2011-heden | Home and Away                    | Heath Braxton                  | 592 afleveringen (seizoen 24-27, 29-30 en 34)                 |
| 2015       | Home and Away: An Eye for an Eye | Heath Braxton                  | televisiefilm                                                 |
| 2016       | Home and Away: Revenge           | Heath Braxton                  | televisiefilm                                                 |
| 2017       | Home and Away: All or Nothing    | Heath Braxton                  | televisiefilm                                                 |
| 2018       | Harrow                           | Rallings                       | aflevering "Lex Talionis"                                     |